# Décomposition en éléments simples
En mathématiques,  la décomposition en éléments simples  d'une fraction rationnelle (parfois appelée décomposition en fractions partielles) est son expression comme somme d'un polynôme et de fractions {\displaystyle J/H^{k}} où {\displaystyle H} est un polynôme irréductible et {\displaystyle J} un polynôme de degré strictement inférieur à celui de {\displaystyle H}. Cette décomposition est utilisée dans le calcul intégral pour faciliter la recherche des primitives de la fonction rationnelle associée.  Elle est aussi utilisée pour calculer des transformées de Laplace inverses.
Déterminer quels polynômes sont irréductibles dépend du corps de scalaires utilisé. Ainsi, si les nombres complexes sont utilisés, seuls les polynômes de premier degré seront irréductibles. Si l'on se limite aux nombres réels, les polynômes irréductibles seront de degré 1 ou 2. Si l'on se limite aux nombres rationnels, on pourra trouver des polynômes irréductibles de degré arbitraire ; il en va de même sur les corps finis.

## Énoncé

### Sur un corps quelconque
Théorème d'existence et d'unicité — Soit {\displaystyle K} un corps commutatif. Toute fraction rationnelle {\displaystyle F={\frac {P}{Q}}\in K(x)} admet une unique décomposition en éléments simples, c'est-à-dire comme somme d'un polynôme {\displaystyle T} — appelé la partie entière de {\displaystyle F} — et de fractions {\displaystyle J/H^{k}} avec {\displaystyle H} irréductible, {\displaystyle k} un entier supérieur ou égal à 1 et {\displaystyle \deg(J)<\deg(H)}. De plus, si {\displaystyle Q} admet la décomposition en irréductibles
{\displaystyle Q=H_{1}^{n_{1}}H_{2}^{n_{2}}\ldots H_{p}^{n_{p}},}
alors la décomposition de {\displaystyle F} est de la forme
{\displaystyle F={\frac {P}{Q}}=T+F_{1}+\ldots +F_{p}\quad {\rm {et}}\quad F_{i}={\frac {J_{i,1}}{H_{i}}}+{\frac {J_{i,2}}{H_{i}^{2}}}+\ldots +{\frac {J_{i,n_{i}}}{H_{i}^{n_{i}}}}\quad {\rm {avec}}\quad {\rm {deg}}(J_{i,k})<{\rm {deg}}(H_{i}),}
c'est-à-dire que les seuls {\displaystyle J/H^{k}} avec {\displaystyle J} non nul qui risquent d'apparaître sont pour {\displaystyle H} égal à l'un des diviseurs irréductibles de {\displaystyle Q} et {\displaystyle k} inférieur ou égal à son ordre de multiplicité.
Une démonstration de ce théorème sera présentée plus bas. À noter que pour le corps des réels ou des complexes, il existe d'autres types de démonstrations. Certaines s’appuient par exemple sur l'analyse (via les formules de Taylor) ou l'algèbre linéaire. On pourra par exemple consulter les liens externes proposés plus bas.
Remarquons que d'après l'unicité, si les facteurs irréductibles H de Q sont encore irréductibles sur un surcorps L de K, alors la décomposition de F sur L est la même que sur K ; typiquement : si F est à coefficients réels et de dénominateur scindé sur ℝ, alors ses décompositions sur ℝ et sur ℂ sont identiques.

### Sur le corps des complexes
Quand K = ℂ, chaque polynôme irréductible H est de degré 1 (théorème fondamental de l'algèbre) et les numérateurs J des éléments simples J/Hk sont donc constants. Le théorème général ci-dessus se réécrit donc dans ce cas :
Théorème — Toute fraction rationnelle {\displaystyle F={\frac {P}{Q}}\in \mathbb {C} (x)} admet une unique décomposition en éléments simples, c'est-à-dire comme somme d'un polynôme T et de fractions a/(x – z)k avec a et z complexes et k entier supérieur ou égal à 1. Si Q admet la factorisation
{\displaystyle Q=(x-z_{1})^{n_{1}}(x-z_{2})^{n_{2}}\ldots (x-z_{p})^{n_{p}},}
alors la décomposition de F est de la forme
{\displaystyle F={\frac {P}{Q}}=T+F_{1}+\ldots +F_{p}\quad {\rm {et}}\quad F_{i}={\frac {a_{i,1}}{x-z_{i}}}+{\frac {a_{i,2}}{(x-z_{i})^{2}}}+\ldots +{\frac {a_{i,n_{i}}}{(x-z_{i})^{n_{i}}}},}
c'est-à-dire que les seuls a/(x – z)k avec a non nul qui risquent d'apparaître sont pour z égal à un pôle de F et k inférieur ou égal à son ordre.
(On dit que z est un pôle d'ordre n de la fraction F si z est une racine d'ordre n de son dénominateur Q, dans une écriture F = P/Q sous forme « irréductible » c'est-à-dire simplifiée au maximum : avec P et Q premiers entre eux.)

### Sur le corps des réels
Les polynômes irréductibles H à coefficients réels sont du premier ou du second degré. Les numérateurs J des éléments simples seront donc respectivement constants ou linéaires. Traditionnellement, dans ce cas, ces fractions J/Hk sont appelées respectivement éléments simples de première espèce et éléments simples de seconde espèce.
Pour K = ℝ, le théorème général ci-dessus se réécrit donc :
Théorème — Toute fraction rationnelle {\displaystyle F={\frac {P}{Q}}\in \mathbb {R} (x)} admet une unique décomposition en éléments simples. Si Q admet la factorisation
{\displaystyle Q=(x-z_{1})^{n_{1}}(x-z_{2})^{n_{2}}\ldots (x-z_{p})^{n_{p}}(x^{2}-\beta _{1}x+\gamma _{1})^{m_{1}}(x^{2}-\beta _{2}x+\gamma _{2})^{m_{2}}\ldots (x^{2}-\beta _{q}x+\gamma _{q})^{m_{q}}}
où les polynômes {\displaystyle x^{2}-\beta _{j}x+\gamma _{j}} n'ont pas de racine réelle (Δ < 0) alors la décomposition de F est de la forme
{\displaystyle F=T+F_{1}+\ldots +F_{p}+G_{1}+\ldots +G_{q}\quad {\rm {et}}\quad {\begin{cases}T&\in \mathbb {R} [x]\\F_{i}&={\frac {a_{i,1}}{x-z_{i}}}+{\frac {a_{i,2}}{(x-z_{i})^{2}}}+\ldots +{\frac {a_{i,n_{i}}}{(x-z_{i})^{n_{i}}}}\\G_{j}&={\frac {b_{j,1}x+c_{j,1}}{x^{2}-\beta _{j}x+\gamma _{j}}}+{\frac {b_{j,2}x+c_{j,2}}{(x^{2}-\beta _{j}x+\gamma _{j})^{2}}}+\ldots +{\frac {b_{j,m_{j}}x+c_{j,m_{j}}}{(x^{2}-\beta _{j}x+\gamma _{j})^{m_{j}}}}\end{cases}}}
où les {\displaystyle a_{i,k}}, {\displaystyle b_{j,l}} et {\displaystyle c_{j,l}} sont des nombres réels.

## Utilisations
La décomposition en éléments simples d'une fraction rationnelle a pour motivation essentielle le calcul des primitives de la fonction rationnelle correspondante sur un intervalle de ℝ ne contenant aucun pôle.
En effet, on ne sait pas en général intégrer directement une fonction rationnelle quelconque sur un intervalle donné.
En revanche, il existe des méthodes pour intégrer les éléments simples.
Par exemple, pour intégrer la fraction rationnelle {\displaystyle {\frac {1}{x^{2}-1}}={\frac {1}{(x+1)(x-1)}}}, il suffit de la décomposer sous la forme {\displaystyle {\frac {1/2}{x-1}}-{\frac {1/2}{x+1}}}, et en intégrant directement la somme on obtient {\displaystyle (1/2)\ln |x-1|-(1/2)\ln |x+1|+C~}.
Un autre exemple classique[réf. souhaitée] est la sommation de séries  telles que {\displaystyle S=\sum _{n=2}^{\infty }{\frac {1}{n^{3}-n}}} : après décomposition en éléments simples, on constate l'apparition d'une somme télescopique, permettant de conclure que {\displaystyle S=1/4}.

## Techniques générales
La partie « existence » de la preuve du théorème général fournit un algorithme, mais d'autres procédés sont parfois plus efficaces. Certaines techniques sont applicables lorsque Q est scindé, ce qui est toujours le cas dans le corps des complexes.

### Partie entière
On peut toujours trouver directement la partie entière T de P/Q, par division euclidienne de P par Q. On sait en effet qu'il existe toujours un couple unique de polynômes T et R tels que P = T × Q + R avec deg(R) < deg(Q). La fraction rationnelle {\displaystyle F={\frac {P}{Q}}={\frac {TQ+R}{Q}}} peut s'écrire alors {\displaystyle F=T+{\frac {R}{Q}}} et {\displaystyle {\frac {R}{Q}}} est la somme des éléments simples J/Hk de la décomposition de F.
Le polynôme T est nul (et R = P) si le degré de P était déjà strictement inférieur à celui de Q (dans ce cas, la division euclidienne est simplement P = 0 × Q + P) et sinon,

### Pôle simple
Soit z un pôle simple de F = P/Q, c'est-à-dire une racine simple de Q. Le polynôme Q(x) s'écrit donc (x – z)B(x) avec B(z) ≠ 0. Une méthode efficace pour déterminer directement le coefficient a de l'élément simple a/(x – z) associé est la méthode dite de multiplication et de remplacement : en isolant cet élément à déterminer, F s'écrit en effet a priori (d'après le théorème) :
{\displaystyle {P(x) \over (x-z)B(x)}={\frac {a}{x-z}}+{R(x) \over B(x)}}
d'où, en multipliant ces deux fractions rationnelles par x – z :
{\displaystyle {P(x) \over B(x)}=a+{(x-z)R(x) \over B(x)}}
puis, en évaluant au point z :
{\displaystyle a={P(z) \over B(z)}={P(z) \over Q'(z)},}
où Q' est le polynôme dérivé de Q (la dernière expression dispense de calculer B).
Dans le cas — le plus simple — où Q est scindé et à racines simples, cette technique (jointe à la précédente pour le calcul de la partie entière) fournit la décomposition complète de F (une méthode plus globale pour ce cas — conduisant à la même expression pour les coefficients — est détaillée au § « Cas d'un dénominateur avec pôles d'ordre un » ci-dessous). En voici deux exemples, valables sur tout corps de caractéristique différente de 2 et 3 (comme ℚ ou tout surcorps, ou comme le corps fini F5).
Exemple avec deux pôles simples :
{\displaystyle {\frac {x^{4}}{x^{2}-1}}=x^{2}+1+{\frac {1/2}{x-1}}-{\frac {1/2}{x+1}}.}
Exemple avec quatre pôles simples :
{\displaystyle {x+3 \over x^{4}-5x^{2}+4}={-2/3 \over x-1}+{1/3 \over x+1}+{5/12 \over x-2}+{-1/12 \over x+2}.}

### Coefficient d'indice maximum associé à un pôle multiple
Soit z une racine d'ordre n du dénominateur de F = P/Q. Le polynôme Q(x) s'écrit donc (x – z)nB(x) avec B(z) ≠ 0.
La méthode précédente pour n = 1 se généralise (on multiplie par (x – z)n puis on évalue en z) et permet de calculer, non pas directement les n éléments simples ak/(x – z)k associés à z, mais celui d'indice n.  On trouve ainsi :
{\displaystyle a_{n}={P(z) \over B(z)}={n!P(z) \over Q^{(n)}(z)}.}

### Élimination d'un élément simple d'indice maximum
Si F = P/(HnB) avec H irréductible et ne divisant pas B et si l'élément simple J/Hn a déjà été calculé, en le retranchant de F, on se ramène à une fraction plus simple à décomposer, car de dénominateur Hn – 1B (après simplification par H).
Exemple :
{\displaystyle {10x^{2}+12x+20 \over x^{3}-8}={7 \over x-2}+{3x+4 \over x^{2}+2x+4}.}

### Répétition d'un facteur irréductible
Dans le cas où le dénominateur possède un facteur irréductible H élevé à une puissance n supérieure à 1, une méthode pour déterminer les éléments simples J/Hk associés est, après avoir isolé leur somme R/Hn, de la décomposer par des divisions euclidiennes successives par H (cf. preuve du lemme 2 ci-dessous).
Exemple sur ℝ :
{\displaystyle {25 \over (x+2)(x^{2}+1)^{2}}={\frac {1}{x+2}}+{\frac {-x+2}{x^{2}+1}}+{\frac {-5x+10}{(x^{2}+1)^{2}}}.}

### Éléments simples associés à un pôle multiple
On peut calculer l'élément simple d'indice maximum associé à un tel pôle puis l'éliminer, et les calculer ainsi tous, de proche en proche. Mais la technique suivante est plus globale.
Par exemple, pour une fraction rationnelle de la forme
{\displaystyle F(x)={P(x) \over (x-z)^{3}B(x)}}
où z est un pôle d'ordre 3 (i.e. B(z) ≠ 0), la détermination des coefficients des trois éléments simples associés à ce pôle s'opère en effectuant le changement de variable y = x – z. La fraction s'écrit alors
{\displaystyle {P_{0}(y) \over y^{3}B_{0}(y)}.}
Une division suivant les puissances croissantes de P0 par B0 fournit trois coefficients a, b, c et un polynôme R0 tels que
{\displaystyle P_{0}(y)=B_{0}(y)(a+by+cy^{2})+y^{3}R_{0}(y)}
ou encore :
{\displaystyle {P_{0}(y) \over y^{3}B_{0}(y)}={\frac {a}{y^{3}}}+{\frac {b}{y^{2}}}+{\frac {c}{y}}+{\frac {R_{0}(y)}{B_{0}(y)}}.}
En revenant à la variable de départ, on obtient donc les éléments simples associés à z, et une fraction — restant à décomposer — dont z n'est plus un pôle :
{\displaystyle F(x)={\frac {a}{(x-z)^{3}}}+{\frac {b}{(x-z)^{2}}}+{\frac {c}{x-z}}+{\frac {R(x)}{B(x)}}.}

### Identification des coefficients
Pour déterminer, parmi les coefficients de T et des J dans les J/Hk, les n coefficients non encore (éventuellement) déterminés par d'autres procédés, une méthode toujours réalisable consiste à réduire au même dénominateur le membre de droite de la décomposition et à identifier les coefficients dans les numérateurs. On aboutit à un système d'équations linéaires — à résoudre — à n inconnues. Ce système, de n équations ou plus, possède une unique solution si (et seulement si) les coefficients déjà déterminés étaient corrects. Une variante pour obtenir un tel système est d'évaluer les deux membres pour n valeurs de x, différentes des pôles de F.
Cette méthode n'est efficace que si n est petit.
Exemple (comme au § « Élimination d'un élément simple d'indice maximum » mais dans un autre contexte) :
{\displaystyle {10x^{2}+12x+20 \over x^{3}-8}={7 \over x-2}+{3x+4 \over x^{2}+2x+4}.}

### Utilisation de la parité
Comme dans le premier exemple ci-dessus, l'éventuelle parité ou imparité de F permet de réduire le nombre de coefficients à déterminer. Par exemple si z est un pôle d'ordre n et si F est paire ou impaire, alors –z est aussi un pôle d'ordre n, et par unicité de la décomposition, les éléments simples qui lui sont associés,
{\displaystyle {\frac {b_{1}}{x+z}}+{\frac {b_{2}}{(x+z)^{2}}}+\ldots +{\frac {b_{n}}{(x+z)^{n}}},}
se déduisent de ceux associés à z,
{\displaystyle {\frac {a_{1}}{x-z}}+{\frac {a_{2}}{(x-z)^{2}}}+\ldots +{\frac {a_{n}}{(x-z)^{n}}},}
par
{\displaystyle b_{k}=(-1)^{k}a_{k}{\text{ si }}F{\text{ est paire et }}b_{k}=(-1)^{k-1}a_{k}{\text{ si }}F{\text{ est impaire.}}}

## Techniques spécifiques

### Passage par les complexes
Une méthode, pour trouver la décomposition d'une fraction réelle F sur ℝ, consiste à utiliser celle sur ℂ. En effet, par le même raisonnement qu'au § « Utilisation de la parité », si z est un pôle non réel d'ordre n alors son conjugué z aussi, et les coefficients des éléments simples qui lui sont associés sont les conjugués de ceux associés à z ; de plus, la somme de tous ces éléments simples,
{\displaystyle {\frac {a_{1}}{x-z}}+{\frac {\overline {a_{1}}}{x-{\overline {z}}}}+\ldots +{\frac {a_{n}}{(x-z)^{n}}}+{\frac {\overline {a_{n}}}{(x-{\overline {z}})^{n}}},}
est une fraction rationnelle réelle, égale à la somme des n éléments simples réels de seconde espèce associés à (x – z)(x – z), facteur réel irréductible d'ordre n de Q.
Cette méthode est surtout utile si n = 1 : la somme des deux éléments simples complexes associés à deux pôles simples conjugués donne l'élément simple réel correspondant.
Exemple :
{\displaystyle {\frac {3}{x^{3}+1}}={\frac {1}{x+1}}+{\frac {{\rm {e}}^{-2{\rm {i}}\pi /3}}{x-{\rm {e}}^{{\rm {i}}\pi /3}}}+{\frac {{\rm {e}}^{2{\rm {i}}\pi /3}}{x-{\rm {e}}^{-{\rm {i}}\pi /3}}}={\frac {1}{x+1}}+{\frac {2-x}{x^{2}-x+1}}.}
Si n > 1, il suffit d'adjoindre à cette méthode celle du § « Répétition d'un facteur irréductible ».

### Cas d'un dénominateur avec pôles d'ordre un
Les exemples du § « Pôle simple » peuvent être généralisés à la situation suivante, sur un corps K arbitraire :
Soit Q un polynôme unitaire de degré n dont la décomposition en facteurs irréductibles est
{\displaystyle Q(x)=\prod _{i=1}^{n}(x-x_{i})}
où tous les {\displaystyle x_{i}} sont des éléments de K différents deux à deux.  En d'autres termes : Q est scindé sur K et à racines simples.  Si P est un polynôme quelconque de degré strictement inférieur à n, par la formule d'interpolation de Lagrange, il peut être écrit de manière unique comme une somme
{\displaystyle P(x)=\sum _{j=1}^{n}P(x_{j})L_{j}(x)}
où {\displaystyle \,L_{j}(x)} est le j-ième polynôme de Lagrange associé à {\displaystyle x_{1},\ldots ,x_{n}} :
{\displaystyle L_{j}(x)=\prod _{1\leq k\leq n,\,k\neq j}{{x-x_{k}} \over {x_{j}-x_{k}}}.}
On en déduit la décomposition de P/Q en éléments simples :
{\displaystyle {P(x) \over Q(x)}=\sum _{j=1}^{n}P(x_{j}){\frac {L_{j}(x)}{Q(x)}}=\sum _{j=1}^{n}{c_{j} \over {x-x_{j}}}\quad {\mathrm {o} {\grave {u}}}\quad c_{j}={P(x_{j}) \over {\prod _{k\leq n,\,k\neq j}(x_{j}-x_{k})}}={P(x_{j}) \over Q'(x_{j})}.}

## Existence et unicité sur un corps quelconque
Le théorème général d'existence et d'unicité résulte (par itération) du lemme suivant.
Lemme — Toute fraction rationnelle P/(HnB), avec H irréductible et ne divisant pas B, s'écrit de façon unique sous la forme
{\displaystyle {\frac {P}{H^{n}B}}={\frac {J_{n}}{H^{n}}}+{\frac {J_{n-1}}{H^{n-1}}}+\ldots +{\frac {J_{2}}{H^{2}}}+{\frac {J_{1}}{H}}+{\frac {S}{B}}\quad {\rm {avec}}\quad {\rm {deg}}(J_{k})<{\rm {deg}}(H).}
Dans le cas particulier B = 1 (la dernière itération), le polynôme S obtenu dans ce lemme est la partie entière T de la fraction.
Ce lemme se déduit immédiatement des lemmes 1 et 2 suivants, conséquences du fait que l'anneau des polynômes sur un corps est euclidien, avec unicité de la division.
Lemme 1 — Toute fraction rationnelle P/(AB) avec A et B premiers entre eux s'écrit de façon unique sous la forme
{\displaystyle {\frac {P}{AB}}={\frac {R}{A}}+{\frac {S}{B}}\quad {\rm {avec}}\quad {\rm {deg}}(R)<{\rm {deg}}(A).}
Lemme 2 — Toute fraction rationnelle de la forme R/Hn, avec deg(R) < deg(Hn), s'écrit de façon unique
{\displaystyle {\frac {R}{H^{n}}}={\frac {J_{n}}{H^{n}}}+{\frac {J_{n-1}}{H^{n-1}}}+\ldots +{\frac {J_{2}}{H^{2}}}+{\frac {J_{1}}{H}}\quad {\rm {avec}}\quad {\rm {deg}}(J_{k})<{\rm {deg}}(H).}

## Fractions d'entiers
L'idée de la décomposition en éléments simples peut être étendue à d'autres anneaux euclidiens, comme celui des entiers (relatifs), où les nombres premiers jouent le rôle des polynômes irréductibles unitaires. Tout rationnel est somme d'un entier et de fractions dont les dénominateurs sont des puissances de nombres premiers. On a même unicité de la décomposition, si l'on impose que chaque dénominateur pk n'apparaisse qu'une fois, et que le numérateur correspondant soit compris entre 0 et p – 1. Par exemple :
{\displaystyle {\frac {1}{18}}=-1+{\frac {1}{2}}+{\frac {1}{3}}+{\frac {2}{3^{2}}}.}
La « partie entière » (dans ce contexte) de cette fraction est l'entier –1, tandis que sa partie entière au sens usuel est 0.

## Note
1. ↑  Pour n > 1, la somme de deux éléments simples complexes conjugués est bien une fraction rationnelle à coefficients réels, mais n'est pas forcément un élément simple. Exemple :
{\displaystyle {\frac {1}{(x-{\rm {i}})^{2}}}+{\frac {1}{(x+{\rm {i}})^{2}}}=2{\frac {x^{2}-1}{(x^{2}+1)^{2}}}}.